# 列王紀上
列王紀上是《圣经》全书第11本书，记载以色列从大卫去世之后的一段的历史，与列王紀下一起构成列王紀。在这一部分，以色列王国分裂为北方10个支派的以色列王國和南方2个支派的犹大王国。

## 写作背景
大衛南征北討，把以色列的國境擴展至上帝所預定的疆界，從北面的幼發拉底河直到南面的埃及大河。大衛去世之後，兒子所羅門登基繼位，“猶大人和以色列人如同海邊的沙那樣多，都吃喝快樂。”（《列王紀上》第4章第20节参）所羅門以十分睿智的方式施行統治，他的智慧遠勝過古希臘人。他為耶和華建造一座華美的聖殿，但此第一聖殿也因後繼者的悖離神旨意而蒙上黑暗聖殿的陰影，最終神定意拆毀，一顆石頭都不留。甚至所羅門也在晚年離棄真道，轉而崇拜假神，開啟了《聖經》中屬靈光景跌到谷底的黑暗時代，大批先知發出警世之語，同時也造成了大批先知被殘殺的悲劇，比之教會史大殉道時期毫不遜色。他死後國家一分為二，此後以色列國和猶大國彼此對立。當時君王無道，為治下的百姓帶來極大的苦難；這一切均應驗了撒母耳的預言。列王紀上提及自所羅門死後先後登基統治猶大和以色列的14個國王，其中只有兩個王行耶和華眼中看為正的事。

## 主要内容

### 所羅門登基為王
（覆盖《列王紀上》第1章第1节参-《列王紀上》第2章第46节参）列王紀上的記載以大衛的晚年情況為開始，當時他的40年統治已行將結束。他的兒子亞多尼雅得元帥約押及祭司亞比亞他之助陰謀篡奪王位。先知拿單將事情告訴大衛，並間接提醒大衛他曾起誓立所羅門在他死後繼位為王。因此，趁那班策動陰謀的人正在慶祝立亞多尼雅為王之際，大衛命祭司撒督膏所羅門為王。大衛囑咐所羅門要剛强作大丈夫，切實遵行耶和華上帝的道。此後不久，大衛壽終，葬在“大衛城”裏。（《列王紀上》第2章第10节参）後來所羅門革除了亞比亞他的職位，並且把參與叛亂的亞多尼雅及約押殺了。示每後來由於沒有對恩待他性命的安排表現尊重而被處死。以色列國在所羅門的手中堅立起來。

### 所羅門的英明統治
（覆盖《列王紀上》第3章第1节参-《列王紀上》第4章第34节参）所羅門與埃及王結親，娶了法老的女兒為妻。他祈求耶和華賜給他一顆順服的心，好使他能够憑智慧審判耶和華的百姓。因他沒有為自己求壽、求富，耶和華遂應允他，賜他聰明智慧的心，並且把財富尊榮也一併賜給他。所羅門在統治的早期已顯出他的卓越智慧，當時有兩個婦人站在王前，兩者均聲稱是同一個孩子的母親。所羅門吩咐他的手下“將活孩子劈成兩半”，兩個婦人一人一半。（《列王紀上》第3章第25节参）這時孩子的親生母親為了挽救孩子一命，便央求把孩子歸給對方。所羅門憑此認出孩子的親母，於是把孩子歸回母親懷裏。由於所羅門具有上帝所賜的智慧，他把以色列國治理得國泰民安。天下列王都差人前來聽他智慧的話語。

### 所羅門建造的聖殿
（覆盖《列王紀上》第5章第1节参-《列王紀上》第10章第29节参）所羅門記得耶和華對他父親大衛所説的話：“我必使你兒子接續你坐你的位，他必為我的名建殿。”（《列王紀上》第5章第5节参）所羅門於是着手準備。泰爾王希蘭差人把香柏木和松木從黎巴嫩運來，並提供工匠予以協助。這些工匠與所羅門徵用的工人攜手一同合作，於以色列人出埃及地後第480年，所羅門作以色列王第四年，開始動工興建耶和華的殿。（《列王紀上》第6章第1节参）所有石頭均先在礦場刻鑿妥當，然後運往聖殿的建築工地集砌建造，因此在建築工地上無須運用錘子、斧頭或任何鐵製工具。整座聖殿的內部均先用香柏木板貼牆，用松木板鋪地，然後再貼滿華美的精金。又用橄欖木作兩個基路伯安放在內殿。它們各高十肘尺（4-5公尺），從這翅膀尖到那翅膀尖共長十肘尺。殿周圍的牆上都刻着基路伯、棕樹和初開的花。經過了七年多的營造後，聖殿終於落成。所羅門繼續他的建築計劃：為自己建造宮室，建造黎巴嫩林宮，一座有柱的廊子，一座設有審判座位的廊，並為法老的女兒建造一座宮殿。此外，他也為耶和華殿的廊子製造兩根大銅柱，在院內一個銅海，又造銅座、銅盆及許多精金的器具。
那時祭司要把耶和華的約櫃運來抬進內殿，就是至聖所，放在兩個基路伯的翅膀底下。祭司出來之後，“耶和華的榮光充滿了殿，”以致連祭司也不能站立供職。（《列王紀上》第8章第11节参）所羅門接着為以色列全會衆祝福，並祝頌及讚美耶和華。他屈膝下跪，向天舉手禱告，表示天上的天尚且不足耶和華居住，何況是這座地上的殿。他祈求耶和華垂聽敬畏他的僕人向這殿禱告的話，甚至垂顧遠方的外邦人，“使天下萬民都認識你的名，敬畏你像你的民以色列一樣”。（《列王紀上》第8章第43节参）
接着百姓向上帝守節14日，所羅門一共用了牛2萬2000頭，羊12萬隻作奉獻的祭禮。耶和華告訴所羅門他已應允他的禱告，將他所建造的殿分别為聖，使他的“名永遠在其中”。所羅門若在耶和華面前行事正直，他的國位必得堅立。然而，所羅門及他的子孫若離棄耶和華的崇拜，轉向事奉别神，耶和華説：“我會把我的子民以色列從我賜給他們的土地上趕出去，並且離棄這座我曾分别為聖、作為敬拜我的聖殿。各地的人將譏笑以色列，輕視他們。這聖殿將成為一堆廢墟。”
所羅門一共花了20年的時間才把兩座大殿完成，一座耶和華的殿及一座王宮。然後他開始在國境各處建造許多城邑，並製造船隻作為跟遠地通商之用。示巴女王聽見所羅門得蒙耶和華賜予極大的智慧，於是前來用難解的話試問所羅門。她在聽了王所説的話及目睹以色列民强國富、國泰民安之後驚歎説：“人所告訴我的還不到一半。”（《列王紀上》第10章第7节参）由於耶和華繼續眷愛以色列，所羅門的“財寶與智慧勝過天下的列王”。（《列王紀上》第10章第23节参）

### 所羅門的不忠及死亡
（覆盖《列王紀上》第11章第1节至第43节参）所羅門罔顧耶和華的命令，娶了許多外國的女子為妻——有妃700人、嬪300人。（《申命記》第17章第17节参）他的心被誘，轉而跟隨别神。耶和華告訴他必將他的國奪回，但不是在他活着的日子，而是在他兒子繼位後才如此行。雖然如此，王國的一部分，除了猶大支派之外還有另一支派，會受所羅門的兒子統治。上帝隨即在鄰國興起一些敵擋所羅門的人，此外，屬以法蓮支派的耶羅波安也起來攻擊國王。預言者亞希雅告訴耶羅波安，他將會成為以色列十支派的王。後來耶羅波安逃往埃及。所羅門在位統治40年後便去世了，他的兒子羅波安於公元前997年登基繼位。

### 王國分裂
（覆盖《列王紀上》第12章第1节参-《列王紀上》第14章第20节参）耶羅波安從埃及回來，與百姓一起謁見羅波安，求他把所羅門加於人民身上的重擔減輕一點。但羅波安沒有聽從以色列衆長老的明智勸告，反而採納了年輕人的意見去加重百姓的負擔。以色列人便起來背叛王，並立耶羅波安作北部十支派的王。僅有猶大及便雅憫支派繼續支持羅波安。他招聚大軍試圖攻打叛軍，但耶和華吩咐他們退回去。耶羅波安建築示劍城，以該城為都，但他仍感覺不安全。他恐怕百姓返回耶路撒冷崇拜耶和華，以致百姓重歸羅波安的統治。為了防止這件事發生，他製造了兩隻金牛犢，分别設於但和伯特利，並從非利未支派的一般百姓當中選立祭司去領導崇拜。
耶羅波安正打算在伯特利的壇上獻祭時，耶和華差遣一位預言者警告他説，上帝必從大衛家裏興起一個王，名叫約西亞，他必會採取有力行動拆毁邱壇及消滅謬誤的崇拜。作為一個警告的先兆，邱壇突然破裂斷開。後來該預言者因違反了耶和華吩咐他不可在路上吃喝的命令而遭獅子所噬。耶羅波安的家開始遭殃。耶和華擊殺了他的兒子。上帝的先知亞希雅預言，因耶羅波安在以色列設立假神，犯了大罪，他的家必被永遠剪除。耶羅波安作王22年便死去，他兒子拿答接續他作王。

### 在猶大：羅波安、亞比央及亞撒
（覆盖《列王紀上》第14章第21节参-《列王紀上》第15章第24节参）在羅波安的統治下，猶大人也行耶和華眼中看為惡的事，轉而從事偶像崇拜。後來埃及王犯境，奪走了聖殿的許多財物。羅波安統治了17年之後去世，兒子亞比央繼位作王。他繼續行惡得罪耶和華，在位三年便去世了。他的兒子亞撒登基為王，但亞撒卻專心一意事奉耶和華，把偶像從國中除去。以色列常常和猶大爭戰。亞撒得亞蘭王之助把以色列兵擊退。亞撒一共作王41年，死後由兒子約沙法繼位。

### 在以色列：拿答、巴沙、以拉、心利、提比尼、暗利及亞哈
（覆盖《列王紀上》第15章第25节参-《列王紀上》第16章第34节参）他們都作了很多坏事。巴沙在拿答作王僅兩年之後便把他殺了，並滅了耶羅波安的全家。他繼續從事謬誤崇拜，並常常與猶大爭戰。耶和華預言他必除盡巴沙的家，像他滅盡耶羅波安的家一樣。巴沙作王24年後由兒子以拉繼位，他在登位兩年之後被僕人心利所殺。心利登基之後隨即滅絶巴沙的全家。百姓接獲消息之後便立元帥暗利作王，並上去圍攻心利的首都得撒。心利見大勢已去，便放火焚燒宮殿，然後自焚而死。後來提比尼登基，試圖與暗利分庭抗禮，但不久便為暗利的支持者所殺。
暗利買了撒馬利亞山，在山上建造撒馬利亞城。他行耶羅波安所行的一切惡事，崇拜偶像而觸怒耶和華。事實上，他所作的惡比以前列王所作的更甚。他作王12年後去世，由兒子亞哈接續他作王。亞哈娶了西頓王的女兒耶洗别為妻，並在撒馬利亞為巴力築了一座壇。他的惡行比以前諸王更甚。那時伯特利人希伊勒重建耶利哥城，他因此喪失了長子和幼子。

### 以利亞在以色列作預言者
（覆盖《列王紀上》第17章第1节参-《列王紀上》第22章第40节参）耶和華的一名使者驟然出現。他就是提斯比人以利亞。他一開始便對亞哈王發出令人驚訝的宣布：“我指着所事奉永生耶和華——以色列的上帝起誓，這幾年我若不禱告，必不降露，不下雨。”（《列王紀上》第17章第1节参）接着，耶和華吩咐以利亞離開那地，往東去藏在約旦河東的山谷裏。以色列全境都沒有下雨，但烏鴉群卻不停地拿食物養活以利亞。後來谷中的溪水乾涸了，耶和華差他的預言者到西頓的撒勒法去，住在那裏。耶和華因一個寡婦善待以利亞而施行奇迹，使她那小量的麵粉和油用之不盡，以至母子不致餓死。後來寡婦的兒子患病死去，以利亞懇求耶和華使孩子復活過來。到旱災的第三年，耶和華再次差遣以利亞到亞哈那裏。亞哈指責以利亞使以色列遭災，但以利亞卻無畏地告訴亞哈：“使以色列遭災的⋯⋯乃是你和你父家，”因他們隨從巴力。（《列王紀上》第18章第18节参）
以利亞囑咐亞哈把巴力的所有先知召聚到迦密山上。人們不能再心懷二意了。爭論非常明顯：耶和華向巴力挑戰。屬巴力的450個祭司在衆民面前預備一隻牛犢，放在祭壇的柴上，然後祈求他們的神降火將祭物燒去。他們從早晨到午間求告巴力的名，但巴力卻毫無反應。以利亞便譏笑他們。他們大聲求告，並自割自刺，但仍然全無回應。接着預言者以利亞獨自奉耶和華的名築了一座壇，在壇上擺好柴和牛犢。他吩咐人把水倒在祭物和柴上三次，然後求告耶和華説：“耶和華啊，求你應允我，應允我！使這民知道你——耶和華是上帝。”於是有火從天上降下來，燒盡燔祭、木柴、石頭、塵土，又燒乾溝裏的水。衆民看見，就俯伏在地説：“耶和華是上帝！耶和華是上帝！”（《列王紀上》第18章第37节参，《列王紀上》第18章第39节参）以利亞親自監督人處死他們，一個不留。此後耶和華才終止旱災，把雨水降給以色列。
耶洗别獲悉巴力所受的奇恥大辱之後便派人尋殺以利亞。以利亞害怕起來，於是與僕人一起逃到曠野，耶和華指引他到何烈山去。耶和華在山上向他顯現，但並沒有在烈風、地震或火中顯現，反之他以“微小的聲音”發言。（《列王紀上》第19章第11节至第12节参）耶和華吩咐以利亞膏哈薛作亞蘭王，膏耶户作以色列王，並膏以利沙接續他作預言者。他安慰以利亞，告訴他在以色列中有7,000人是未曾向巴力屈膝的。於是，以利亞隨即前往找以利沙，並把自己執行職務時所穿的外衣搭在他身上，膏立他作預言者。那時亞哈兩次戰勝亞蘭人，耶和華譴責他，因他竟與亞蘭王立約而沒有將其處死。後來亞哈覬覦拿伯的葡萄園。耶洗别設計以假見證害死拿伯，亞哈於是奪取了他的葡萄園。
以利亞再度來到王前。他告訴亞哈拿伯死在何處，狗便會在何處舔亞哈的血，此外他的家也必像耶羅波安的家和巴沙的家一樣被除滅。狗必在耶斯列的外郭吃耶洗别的肉。“從來沒有像亞哈的，因他自賣，行耶和華眼中看為惡的事，受了王后耶洗别的聳動。”（《列王紀上》第21章第25节参）然而，因亞哈在聽到以利亞的判決之後馬上謙卑自抑，耶和華説他當亞哈仍在世時不會降這災，到了他兒子的時候才降下災殃。亞哈與猶大王約沙法聯手跟亞蘭人爭戰，他們不聽從耶和華的預言者米該雅的忠告而一意孤行。亞哈在陣中傷重不治。有人把他的車在撒馬利亞的池旁洗擦時，狗就來舔他的血，正如以利亞所預言一般。他的兒子亞哈謝接續他作以色列王。

### 約沙法在猶大作王
（覆盖《列王紀上》第22章第41节至第53节参）跟亞哈一同迎戰亞蘭人的約沙法效法父親亞撒忠於耶和華，但他仍未能把謬誤崇拜的邱壇完全廢去。他作王25年後去世，由兒子約蘭繼承王位。在北部的以色列國，亞哈謝步他父親的後塵崇拜巴力，惹怒耶和華。

### 閱讀聖經
- 列王紀上：繁 （页面存档备份，存于）、简 （页面存档备份，存于）
- 列王紀下：繁 （页面存档备份，存于）、简 （页面存档备份，存于）